# Friedrich Zingel
Friedrich Zingel (* 19. Februar 1877 in Köln; † 1. November 1943 in Berlin) war ein deutscher Pädagoge und Schriftsteller.

## Leben und Wirken
Als Sohn des Musikdirigenten Ludwig Zingel besuchte er bis zur Obersekunda das Friedrich-Wilhelms-Gymnasium in Köln, absolvierte dann eine dreijährige kaufmännische Ausbildung und hielt sich zur Vervollkommnung seiner Sprachkenntnisse in der französischen Schweiz und in England auf. Nach Ablegung des Abiturs am Sophien-Realgymnasium in Berlin studierte er 1903–1906 an der Friedrich-Wilhelms-Universität daselbst neuere Sprachen und Pädagogik. 1912 legte er die Prüfung für das höhere Lehramt, 1913 die Turnlehrerprüfung an der Landesturnanstalt in Spandau ab. 1915 wurde er an der Friedrich-Alexanders-Universität in Erlangen mit der Dissertation Untersuchung über die Originalität der pädagogischen Gedanken Rabelais’ zum Dr. phil. promoviert. Danach wirkte er als Pädagoge (Studienrat) an verschiedenen höheren Lehranstalten in Berlin. 1931 verfasste er die Schrift Was die Welt den Deutschen verdankt, bestehend aus Kurzbiografien großer deutscher Wissenschaftler und Erfinder, die im Koehler&Amelang-Verlag in Leipzig mehrere Auflagen erlebte.
Er war verheiratet mit Sieglinde Brodek (* 12. August 1883), mit der er wegen deren jüdischer Abkunft und der drohenden Deportation am 1. November 1943 gemeinsam aus dem Leben schied. Ihre letzte Ruhestätte fanden sie auf dem Südwestkirchhof Stahnsdorf.